# خولموگوری (باشقیرستان)
خولموگوری (انگلیسی: Kholmogory, Republic of Bashkortostan) یک شهرک در شهرستان کویورگازینسکی جمهوری باشقیرستان در کشور روسیه است.